# Служба безпеки підприємства
Слу́жба безпе́ки підприє́мства — підрозділ підприємства, який створюється з метою забезпечення безпеки підприємства шляхом реалізації політики безпеки.

## Необхідність створення
Створення СБП має бути стратегічним рішення керівництва підприємства. Адже сама по собі наявність чи відсутність цього підрозділу не є вирішальною у забезпеченні безпеки підприємства як стану захищеності його головних інтересів (не тільки економічних). Головним має бути розуміння з боку керівництва необхідності розробки, прийняття та реалізації політики безпеки підприємства як складової частини стратегії розвитку підприємства.
При створенні СБП повинні враховуватися розміри підприємства, наявність реальних чи потенційних загроз господарській діяльності, оцінка ризиків цієї діяльності, бажані результати від створення СБП.

## Види діяльності СБП
Види діяльності СБП в ідеалі повинні збігатися з напрямками реалізації політики безпеки підприємства, яка в свою чергу повинна відображати реальні інтереси підприємства.
Ключовими видами можуть бути:
- Аналіз зовнішнього середовища (партнери, клієнти, постачальники, конкуренти).
- Робота з персоналом:
  - проведення тестування з метою виявлення прихованих інтересів кандидата при прийнятті на роботу,
  - постійне роз'яснення необхідності дотримуватися законодавства персоналом,
- Аналіз потенційних загроз безпеці.
- Охорона вищого керівництва підприємства та критичних ресурсів госп. діяльності.
- Протидія промисловому шпигунству.

## Напрямки діяльності
Забезпечення:
- Економічної безпеки.
- Інформаційної безпеки.
- Кадрової безпеки.
- Ресурсної безпеки і т.ін.

## Підрозділи СБП
Залежно від обсягу виконуваних завдань для роботи по окремим напрямкам можуть створюватися підрозділи СБП або окремі служби (наприклад, служба інформаційної безпеки, служба економічної безпеки тощо), які можуть підпорядковуватися СБП або ні.